# Babin Zub
Babin Zub (též Babji Zub či Torna, srbochorvatsky Торна, 2253 m n. m.) je hora v pohoří Sinjajevina ve střední části Černé Hory. Nachází se na území opštiny Kolašin asi 3,2 km jihozápadně od osady Gornje Lipovo. Leží v hřebeni, který je vklíněn mezi údolí řeky Morača na jihozápadě a údolí potoka Plašnica na severovýchodě. Babin Zub je nejvyšší horou celého pohoří.
Výstup na vrchol je možný z obce Dragoviča polje (650 m), nebo z osady Gornje Lipovo (1150 m).